# Parole contro parole
Parole contro parole è un album discografico del cantante italiano Luca Madonia pubblicato nel 2008.

## Il disco
Il disco comprende riletture di brani di Madonia (anche dei tempi dei Denovo) con rivisitazioni e reinterpretazioni e con l'aggiunta di due cover (Blackbird dei Beatles e Summer on a Solitary Beach di Franco Battiato) e di due inediti, rappresentati dalla title track e dal brano Il vento dell'età, cantato in duetto con la concittadina Carmen Consoli.
Nel brano Quello che non so di te duetta un altro catanese ossia Franco Battiato.

## Tracce
1. Animale
2. Il vento dell'età (con Carmen Consoli)
3. Summer on a Solitary Beach
4. Parole contro parole
5. Blackbird
6. Grida
7. La consuetudine
8. Come cambia il vento
9. Quello che non so di te (con Franco Battiato)
10. Moto perpetuo
11. Il destino
12. Vittima perfetta
13. Cuore impolverato
14. Buon umore
15. Meravigliandomi del mondo
16. Dimmi cosa sarà

## Formazione
- Luca Madonia - voce, chitarra
- Fabrizio Federighi - basso
- Ruggero Rotolo - batteria
- Francesco Calì - fisarmonica, pianoforte